# Giorgio Gori
Giorgio Gori (Bergamo, 24 marzo 1960) è un giornalista, produttore televisivo e politico italiano, europarlamentare nella X legislatura dal 2024 e sindaco di Bergamo dal 2014 al 2024. È inoltre socio titolare al 15% della società che pubblica Il Post.
È stato fondatore della casa di produzione televisiva Magnolia, direttore di Canale 5 e Italia 1.

## Biografia
Gori studia al liceo classico "Paolo Sarpi" di Bergamo, dove partecipa al gruppo studentesco laico e riformista “Azione e Libertà”, che si opponeva al "Collettivo delle Sinistre". In quel periodo aderisce anche ai Collettivi degli Studenti Socialisti (CSS), vicini al Partito Socialista Italiano, confermando la propria identificazione coi valori della sinistra riformista, in anni in cui era forte la polemica con la parte comunista.
A 18 anni incomincia a collaborare al Giornale di Bergamo, passando poi a BergamoTV e a Radio Bergamo diretto allora da Vittorio Feltri, continuando con L'Eco di Bergamo e infine con Bergamo-oggi. Nel frattempo si laurea in architettura al Politecnico di Milano.
Il 25 novembre 2011 riceve la cittadinanza onoraria di Frigento (Avellino): nel 1980, infatti, fece parte del gruppo di giovani volontari bergamaschi che giunse in Irpinia nei giorni immediatamente successivi al devastante terremoto.

### Vita privata
Dopo un primo matrimonio all'età di 25 anni, nel 1995 si è sposato in seconde nozze a Carpeneto (Alessandria) con la giornalista e conduttrice televisiva Cristina Parodi, da cui ha avuto tre figli: Benedetta (1996), Alessandro (1997) e Angelica (2001). Angelica Gori ha intrapreso una carriera come cantautrice con lo pseudonimo "Chiamamifaro" ed è stata concorrente della ventiquattresima edizione di Amici di Maria De Filippi. Silvio Berlusconi ha dichiarato di essere stato "l'artefice delle loro nozze", tuttavia tale affermazione è stata smentita dallo stesso Gori in una lunga intervista concessa il giorno dopo le primarie 2014 per le elezioni amministrative a Bergamo.
È inoltre cognato della giornalista e conduttrice televisiva Benedetta Parodi, sorella della moglie, e del giornalista Roberto Parodi, fratello della moglie, nonché del giornalista e telecronista sportivo di Sky Fabio Caressa, marito di Benedetta Parodi.

## Carriera televisiva
Nei primi mesi del 1984 Gori entra a Rete 4, allora del gruppo Arnoldo Mondadori Editore. Gori diventa assistente di Carlo Freccero, capo palinsesto della rete, e nell'estate dello stesso anno la rete passa alla Fininvest, all'interno della struttura programmazione. Nel 1988 diventa quindi direttore del palinsesto delle tre reti Fininvest, assieme a Roberto Giovalli.
Nel 1989 Gori sostituisce Giovalli e diviene responsabile dei palinsesti delle tre reti del gruppo Mediaset e nel giugno 1991 diventa direttore di Canale 5, il principale canale televisivo della Mediaset. Nel giugno 1997 passa alla guida di Italia 1, dove resta fino a marzo del 1999, per tornare qualche mese più tardi alla rete principale di Mediaset Canale 5, sempre in veste di direttore.
Nella primavera del 2001 Gori lascia Mediaset e fonda, con Ilaria Dallatana e Francesca Canetta, la casa di produzione televisiva Magnolia, specializzata in prodotti di intrattenimento e infotainment e che ha come scopo lo sviluppo di format originali per la televisione e per i media interattivi.
Nel 2007 la maggioranza di Magnolia viene acquisita da De Agostini e successivamente portata in dote alla controllata Zodiak Entertainment. Gori assume anche la responsabilità dell'intrattenimento per l'Europa e il Sud America. Magnolia cura diverse produzioni per la Rai, Mediaset, LA7 e Sky mettendo a segno numerosi successi televisivi, tra cui spiccano L'isola dei famosi, Piazzapulita, MasterChef Italia e L'eredità.
A novembre 2011 si dimette da presidente di Magnolia e Zodiak Media Group, mentre a settembre 2012 annuncia le dimissioni da qualsiasi incarico televisivo e la vendita di tutte le sue azioni della Zodiak, cedendo la sua quota di partecipazione, per entrare in politica.

## Attività politica

### Gli inizi nel Partito Democratico

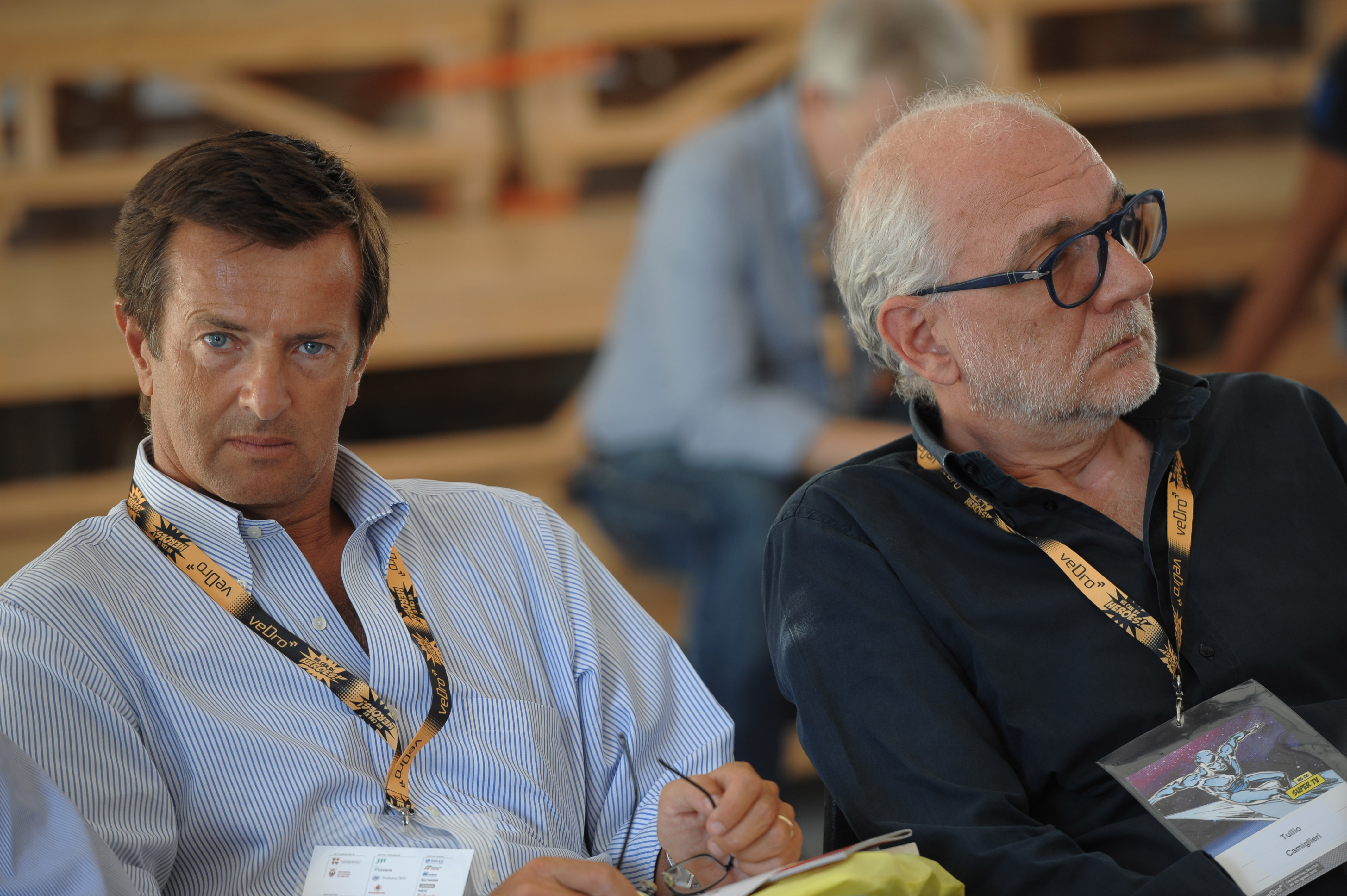
Giorgio Gori a veDrò (2012)

A dicembre 2011 si è iscritto al Partito Democratico (PD), nel circolo di Bergamo Alta "Città alta", collocandosi vicino al sindaco di Firenze Matteo Renzi, a cui l'ottobre precedente aveva partecipato al suo convegno la Leopolda e ne aveva organizzato la scenografia.
Ad aprile 2012 crea l'associazione InNova Bergamo, "un laboratorio di studio del sistema urbano di Bergamo, nella sua accezione più ampia – territoriale, ambientale, economica, culturale e sociale – finalizzato all'elaborazione di idee che ne affrontino i principali problemi e ne promuovano lo sviluppo negli anni a venire", che successivamente all'elezione a sindaco ha lasciato la presidenza dell'Associazione.
Nel dicembre 2012 partecipa alle elezioni primarie "Parlamentarie” del PD per scegliere i candidati al Parlamento alla imminenti elezioni politiche, risultando con 2.552 preferenze tra i meno votati a Bergamo, venendo comunque candidato al Senato della Repubblica, tra le liste del Partito Democratico nella circoscrizione Lombardia in ventitreesima posizione, risultando tuttavia non eletto.

### Sindaco di Bergamo

#### Elezioni primarie
In vista delle elezioni amministrative del 2014 Gori annuncia la sua candidatura alle elezioni primarie del centro-sinistra per la scelta del candidato sindaco di Bergamo, appoggiato dal PD, dove il 23 febbraio 2014 vince con il 58,53% dei voti e prevalendo su Nadia Ghisalberti (27,74%), appoggiata dalla lista civica Patto Civico, e Luciano Ongaro (13,73), appoggiato da Sinistra Ecologia Libertà (SEL).

#### Primo mandato

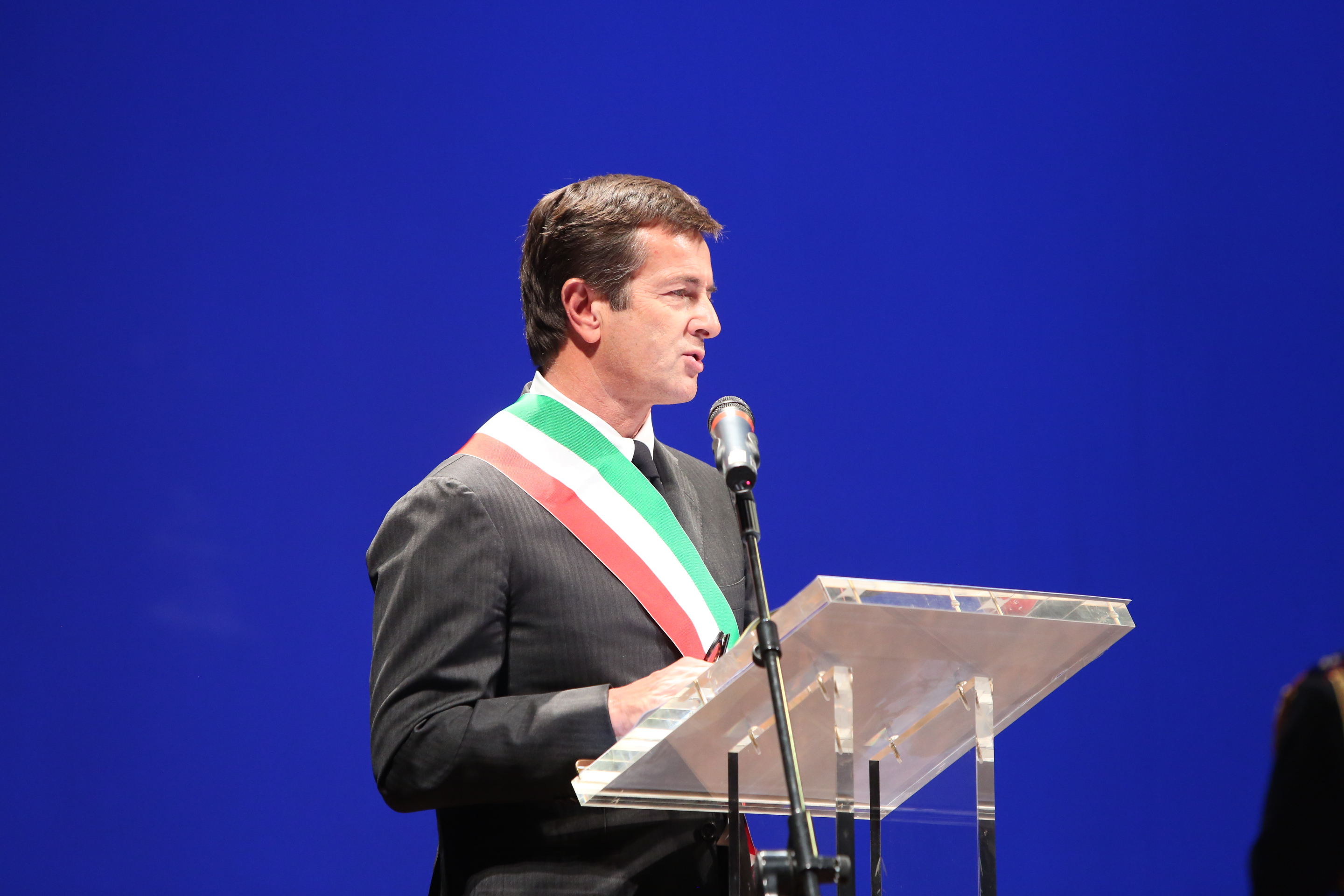
Giorgio Gori alla cerimonia delle benemerenze civiche di Bergamo nel 2016

Si presenta quindi sostenuto da una coalizione formata da PD, SEL, Italia dei Valori, Moderati, Partito Socialista Italiano e le liste civiche Giorgio Gori Sindaco e Patto Civico, dove al primo turno del 25 maggio raccoglie il 45,48% dei voti e accede al ballottaggio col sindaco uscente di centro-destra Franco Tentorio (42,18%). Al ballottaggio del 9 giugno viene eletto sindaco col 53,5% e superando Tentorio fermo al 46,5%.
Inizia subito a lavorare con il suo stile (una cifra che lo accompagna lungo tutto il percorso amministrativo e che gli verrà riconosciuta anche in seguito e gli consentiranno di distinguersi dalla corrente renziana del suo partito).
Nel febbraio 2015 l'amministrazione approva il protocollo di intesa con Cassa Depositi e Prestiti e l'Università di Bergamo per il recupero degli ex ospedali Riuniti di Bergamo e dell'ex caserma Montelungo. Per questi due grandi complessi edilizi dismessi di Bergamo il protocollo prevede la creazione di due funzioni pubbliche prevalenti: la sede unica nazionale dell'Accademia della Guardia di Finanza e il nuovo polo universitario con residenze per gli studenti e il centro sportivo dell'Ateneo.
.

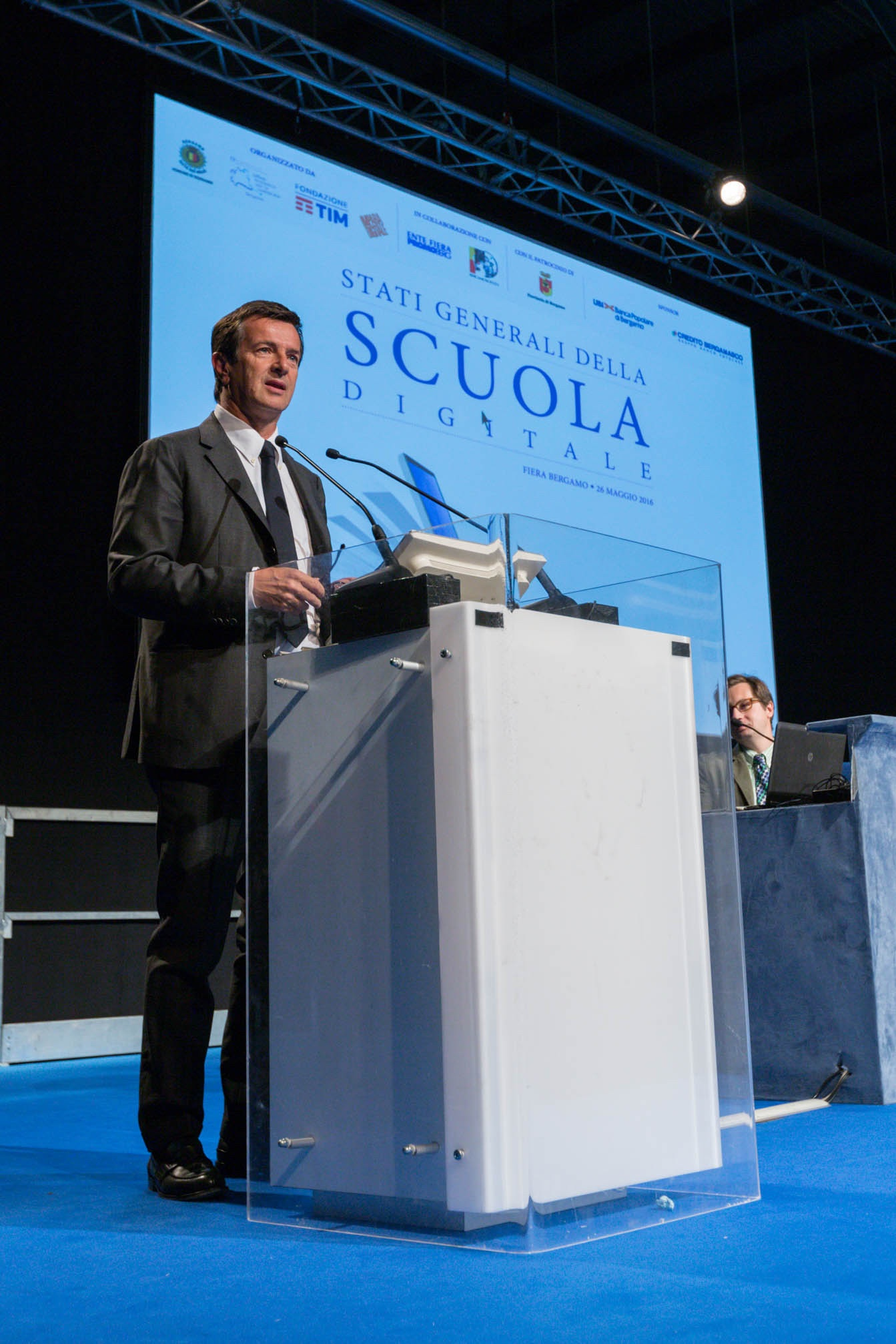
Gori interviene agli Stati Generali della scuola digitale

Diverse iniziative di Gori come sindaco salgono alla ribalta nazionale, come la sua battaglia contro il gioco d'azzardo in città: il sindaco vara infatti un regolamento innovativo nel panorama nazionale, che istituisce fasce orarie durante le quali non si può giocare e divieti mirati di pubblicità al gioco. Il regolamento porta a risultati tangibili un anno dopo la sua adozione, con un calo del consumo di gioco a Bergamo, in controtendenza rispetto alla situazione italiana del momento. Il documento è impugnato dalle lobby del gioco italiane, che portano in tribunale il Comune di Bergamo: la sentenza è favorevole al Comune di Bergamo per la maggior parte delle questioni impugnate.
Bergamo entra ufficialmente il 3 luglio 2016 anche nel Guinness dei primati grazie all'Abbraccio delle mura, iniziativa pensata da Gori e da VisitBergamo per appoggiare la candidatura UNESCO delle Opere di Difesa Veneziane, di cui il capoluogo orobico è capofila: oltre 11.500 persone si ritrovarono, in quella data, sui bastioni delle Mura veneziane di Bergamo per la catena di abbracci più lunga del mondo.
Durante il suo mandato arriva anche il responso dell'UNESCO sulla candidatura delle mura veneziane di Bergamo: a dieci anni dall'avvio della procedura, la commissione riunita a Cracovia include le "Opere di Difesa Veneziane tra il XVI e XVII secolo" tra i siti patrimonio mondiale dell'umanità.
Al referendum consultivo in Lombardia del 2017, dichiara, assieme al sindaco di Milano Beppe Sala, di votare a favore, pur con motivazioni differenti rispetto ai proponenti della Lega Nord.

#### Corsa alla presidenza della Regione Lombardia
Il 1º giugno 2017 dichiara di volersi candidare alla presidenza della Regione Lombardia per le elezioni regionali dell'anno seguente, venendo appoggiato dal PD, +Europa di Emma Bonino, Italia Europa Insieme, Civica Popolare di Beatrice Lorenzin, Lombardia Progressista e le liste civiche "Gori Presidente" e "Obiettivo Lombardia per le Autonomie".
Alla tornata elettorale del 4 marzo 2018 raccoglie il 29,09% dei voti e viene sconfitto dal candidato del centro-destra, nonché ex sindaco di Varese, Attilio Fontana (49,75%), portando al peggior risultato per un candidato di centro-sinistra dalle regionali lombarde del 2000. Viene comunque eletto in consiglio regionale della Lombardia in quanto candidato presidente secondo classificato, ruolo al quale si dimette il 10 aprile per rimanere sindaco di Bergamo, in quanto le due cariche sono incompatibili.

#### Secondo mandato
Il 9 ottobre 2018, in vista delle amministrative del 2019, annuncia di volersi ricandidare per un secondo mandato da sindaco, venendo sostenuto da PD, +Europa e le liste Patto per Bergamo - Italia in comune, Giorgio Gori Sindaco e Ambiente Partecipazione Futuro, che alla tornata elettorale del 26 maggio viene rieletto al primo turno con il 55,33%, diventando, dall'introduzione del sistema a elezione diretta del sindaco nel 1995, il primo sindaco bergamasco a essere eletto per due mandati.
Durante il secondo mandato Gori dà il via ad alcune grandi opere: il nuovo snodo autostradale (opera d'iniziativa di Regione Lombardia); il sovrappasso o terzo livello del rondò delle valli; il risanamento della stazione e il progetto Porta Sud; la realizzazione del nuovo Gewiss Stadium (attraverso un'operazione che ha portato il Comune a cedere ad Atalanta la struttura sportiva); la sistemazione dell'intero Centro Piacentiniano; la nuova GAMeC; i giardini dell'Accademia Carrara; la sistemazione e la liberazione di Piazza Cittadella; il parcheggio della Fara in Città Alta e molto altro ancora. Questi interventi hanno puntato sull'aggiornamento infrastrutturale urbano e sulla vocazione turistica del comune, in concomitanza col ruolo di capitale della cultura 2023 insieme con Brescia..
Ad agosto 2020, poche settimane prima del referendum costituzionale sulla riduzione del numero dei parlamentari legato alla riforma Fraccaro del Movimento 5 Stelle, Gori annuncia il suo voto contrario, in dissidenza con la linea ufficiale del PD schierato a favore.
Alle primarie del PD del 2023 sostiene la mozione di Stefano Bonaccini, presidente della Regione Emilia-Romagna, ma che risulta perdente venendo sconfitto dalla deputata del PD Elly Schlein.
In vista delle amministrative del 2024, alla scadenza del secondo mandato, esprime il suo sostegno alla candidata del PD Elena Carnevali (con una lista civica denominata Gori per Carnevali), la quale risulterà eletta al primo turno col 54,95% dei voti e diventando la prima donna a guidare l'amministrazione bergamasca..

### Elezione a europarlamentare

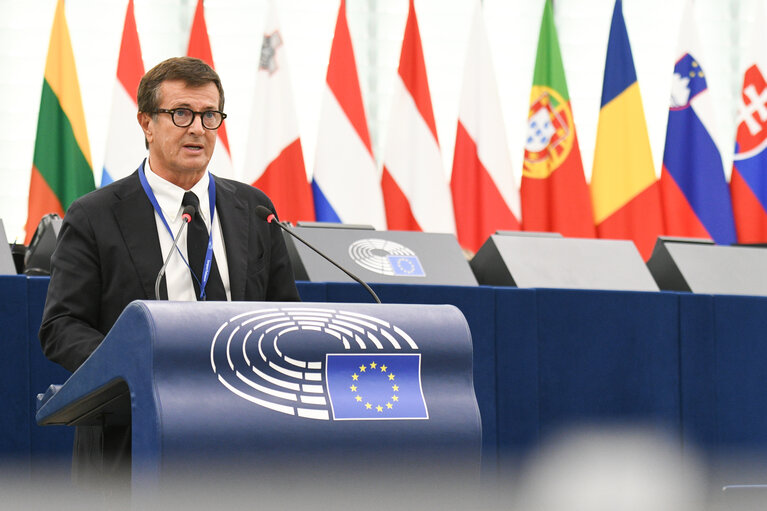
Giorgio Gori al Parlamento europeo nel 2024

Alle elezioni europee del 2024 si candida al Parlamento europeo, tra le liste del PD nella circoscrizione Italia nord-occidentale, risultando eletto europarlamentare con 211.426 preferenze. Nella X legislatura è vicepresidente della Commissione per l'industria, la ricerca e l'energia del Parlamento europeo e dell'intergruppo Sky & Space, componente della Delegazione per le relazioni con i paesi del Maghreb e l'Unione del Maghreb arabo, comprese le commissioni parlamentari miste UE-Marocco, UE-Tunisia e UE-Algeria, e membro sostituto della Commissione per gli affari esteri, della Commissione speciale sullo scudo europeo per la democrazia e delle Delegazioni al comitato parlamentare di stabilizzazione e di associazione UE-Albania e all'Assemblea parlamentare dell'Unione per il Mediterraneo, oltre ad essere relatore della risoluzione per sostenere le industrie ad alta intensità energetica. Gori è anche relatore del Parlamento Europeo per quel che riguarda la Tunisia.
Al referendum abrogativo del 2025 si schiera contro i primi tre quesiti e a favore degli ultimi due, in dissidenza con la linea ufficiale del PD schierato a favore di tutti e 5 i quesiti.